# Кричавски рејон
Кричавски рејон (блр. Крычаўскі раён; рус. Кри́чевский райо́н) је административна јединица другог нивоа на крајњем истоку Могиљовске области у Републици Белорусији. 
Административни центар рејона је град Кричав.

## Географија
Кричавски рејон обухвата територију површине 777,54 км² и на 20. је месту по величини у Могиљовској области. Граничи се са Мсциславским, Черикавским и Климавичким рејонима на северу, западу и југу те са Смоленском области Русије на истоку.
Најважнији водоток у рејону је река Сож са својим притокама. 

## Историја
Рејон је образован као административна јединица 17. јула 1924. и у првобитном облику постојао је све до 1962. када је укинут. Поново је успостављен 1966. у садашњим границама.

## Демографија
Према резултатима пописа из 2009. на том подручју стално је било насељено 35.133 становника или у просеку 45,18 ст/км².
Основу популације чине Белоруси (92,16%), Руси (6,41%) и остали (1,43%).
Административно рејон је подељен на подручје града Кричава, који је уједно и административни центар рејона, и на још 5 сеоских општина. На целој територији рејона постоји укупно 110 насељених места.

## Саобраћај
Најважнији саобраћајни правци кроз рејон су железнице Орша—Унеча и Могиљов—Рослављ, те магистрални друмови Бабрујск—Кричав—Рослављ и Кричав—Мсцислав